# Octavianinaceae
Octavianinaceae är en familj av svampar. Octavianinaceae ingår i ordningen Soppar, klassen Agaricomycetes, divisionen basidiesvampar och riket svampar.
Kladogram enligt Dyntaxa:
| Octavianinaceae | \| \| Octavianina \| \| \| \| \| \| Sclerogaster \| \| \| \| |
|                 | \| \| Octavianina \| \| \| \| \| \| Sclerogaster \| \| \| \| |
|                 | Boletaceae                                                   |
|                 |                                                              |
|                 | Coniophoraceae                                               |
|                 |                                                              |
|                 | Gastrosporiaceae                                             |
|                 |                                                              |
|                 | Gomphidiaceae                                                |
|                 |                                                              |
|                 | Hygrophoropsidaceae                                          |
|                 |                                                              |
|                 | Melanogastraceae                                             |
|                 |                                                              |
|                 | Paxillaceae                                                  |
|                 |                                                              |
|                 | Rhizopogonaceae                                              |
|                 |                                                              |
|                 | Sclerodermataceae                                            |
|                 |                                                              |
|                 | Strobilomycetaceae                                           |
|                 |                                                              |
|                 | Tapinellaceae                                                |
|                 |                                                              |
|                 | Octavianina                                                  |
|                 |                                                              |
|                 | Sclerogaster                                                 |
|                 |                                                              |

|  | Octavianina  |
|  |              |
|  | Sclerogaster |
|  |              |